# Володимир Сокальський (архімандрит)
Сокальський Василь (чернече ім'я Володимир; *близько 1725, Миргородський полк, Гетьманщина — †4 квітня 1790, Батурин) — український релігійний діяч, начальник всіх січових церков, останній архімандрит Запорожжя.

## Біографія
Походив з родини священика з Миргородського полку Гетьманщини. Закінчив повний курс Києво-Могилянської академії.
1762 емігрував на Запоріжжя, де став настоятелем січової Свято-Покровської церкви, а згодом — багочинним всіх Січових церков із широкими правами церковної автономії. 
На Січ Володимир направив, як і всіх інших духовних служителів, Київський Межигірський Спасо-Преображенський монастир. 
Січ вважалася парафією «Межигірського Спаса» - монастиря на сусідній Гетьманщині. Запорізькі козаки будували там церкви, постачали для них цінне церковне начиння, книги, утримували шпиталь, декотрі з них доживали в Межигірській обителі віку. Але залежність Січі від монастиря була лише символічною, але не прямою адміністративною. Відомо, що рішення свого Коша запорізькі козаки ставили вище розпоряджень не лише архімандрита Межигірського монастиря, але й митрополита Київського та Галицького - Січ належала до юрисдикції Константинопільської патріархії. Але формальної сторони справи дотримувались. 
Так, 1773 Запорозький Кіш звернувся до архімандрита Межигірського монастиря Іларіона з проханням продовжити термін перебування Володимира на Січі, «дабы непременяемо было Владимира Сокалского з Сечи, а он бы там оставался началником» всіх церков. А коли архімандрит відмовив, «утруждали государыню о бытіи ему, Владимиру, в Сечи началником и архимандритом и пожалованій креста в Сечевую церковь к ношению оного на шиі началнику». Відповідь була позитивною: отець Сокальський дістав сан архімандрита й залишився начальником всіх Січових церков, яких, за підрахунками Д. Яворницького, на початку 70-х років XVIII століття було 47. Кіш виготовив для нововисвяченого архімандрита й урочисто вручив йому дорогу митру, наперсний хрест й зобов'язався щорічно сплачувати йому 300 рублів.
Як людина високоосвічена й шанована, отець Володимир займався й урядовими справами Січі. Кошовий Отаман Петро Калнишевський до вирішення адміністративних судових господарських справ залучав не лише членів уряду — писаря, суддю та інших,— але й архімандрита Володимира.
Після зруйнування й пограбування Січі, отець Володимир перебрався на Гетьманщину, до Батурина, де згодом був обраний архімандритом Батуринського Крупицького Миколаївського монастиря.
1790 Сокальського звільнено на спочинок. Того самого року помер.